# Purpuricenus cornifrons
Purpuricenus cornifrons är en skalbaggsart som beskrevs av Andrea Sabbadini och Carlo Pesarini 1992. Purpuricenus cornifrons ingår i släktet Purpuricenus och familjen långhorningar. Inga underarter finns listade i Catalogue of Life.